# 马福林
马福林（1963年11月—），男，山东昌乐人，中华人民共和国外交官，曾任中华人民共和国驻中非共和国特命全权大使和中华人民共和国驻刚果共和国特命全权大使。

## 生平
1986年，进入中华人民共和国外交部工作，先后在驻卢旺达大使馆、外交部礼宾司、驻加蓬大使馆、外交部非洲司任职。2004年，任驻科特迪瓦大使馆参赞。2008年，任外交部非洲司副司级干部。2009年，挂职中国海洋石油有限公司国际公司（国际事务部）副总经理。2012年，回任外交部副司级干部。2013年，任外交部机关党委（部党委国外工作局）副司级干部。2014年12月，出任中华人民共和国驻中非大使。2018年4月，出任中华人民共和国驻刚果共和国大使。2023年8月，自驻刚果（布）大使离任。

## 家庭
已婚，有一女。